# Kanoê
El kanoé o kanoê (també anomenat kapixana i Kapixanã) és una llengua indígena parlada pels kanoê, que en la seva gran majoria parlen majoritàriament portuguès o altres llengües indígenes a causa dels matrimonis mixtos.
No ha de confondre's amb el canoé o amniapé, una llengua ja extinta que pertanyia molt probablement a la família tupí i es parlava també en Rondônia.

## Aspectes històrics, socials i culturals
Els últims parlants de kanoê pertanyien a dos grups diferents que reflectien diferent grau d'integració en la vida social dels brasilers no indígenes. El primer dit kanoês de Deolinda-Riu Guaporé i el segon anomenat kanoês aïllats de l'Omeré. El primer grup està formada per poc més d'un centenar de persones, totes elles bilingües en portuguès entre el qual es troben molt pocs parlants. Del segon grup en (2004) es coneixen cinc membres, una parella jove, un nen petit i alguns parents morts, tots ells monolingües en kanoê i que mantenen contacte amb els akuntsum (akũtsũ). La separació dels dos grups podria remuntar-se a principis de segle quan llenyataires i miners brasilers van envair la regió, i van esclavitzar i van forçar a treballar a nombrosos indígenes. Pel que sembla un grup de kanoê, d'unes 50 persones, es va refugiar en la selva defugint el contacte amb els brasilers. Una sèrie de situacions tràgiques va reduir al grup de la selva a una sola família.
Històricament els kanoês han estat localitzats a la capçalera del riu Tanaru i al curs mitjà del Corumbiara (del qual el Omeré és afluent), mentre que el grup històricament anomenat kapishanã en les capçalera dels rius Mutuca, Cachoeira Perdida i Borboleta, afluents del Apediá. Les llistes de vocabulari recollides durant el segle XX suggereixen que realment els kapishnã i els kanoê haurien parlat la mateixa llengua o dues variants pròximes de la mateixa llengua.

## Classificació
El kanoê és una llengua de difícil classificació, molts autors prefereixen considerar-la com una llengua aïllada, encara que diferents autors han tractat de relacionar-la amb gairebé totes les llengües veïnes, sense que cap d'aquestes propostes de parentiu amb altres llengües d'Amèrica del Sud hagi tingut àmplia acceptació.
Price (1978) va conjecturar que el kanoê era un membre de la família nambikwara, encara que en un altre treball posterior va rebutjar aquesta hipòtesi. Altres autors han considerat que es tracta d'una llengua de la subfamília mondé o tuparí. No obstant això, aquestes últimes confusions es deuen sens dubte al fet que va existir una llengua ja extinta de nom canoé (també dita amniapé, mekéns, guarategaja i koaratira) Greenberg (1990) va tractar de relacionar-ho amb el kunza, parlat en el segle xix a Xile i Bolívia, encara que més tard va presentar alguna petita evidència que el Kanoê podria estar remotament relacionat amb les llengües tucanes.
Van der Voort (2007) presenta una llista de 61 termes en diverses llengües de la regió, en les quals apareixen algunes correspondències entre el kanoê i el kwazá, una altra llengua aïllada de Rondônia. Encara que algunes d'aquestes correspondències podrien ser préstecs, també existeixen coincidències en els classificadors nominals el que realment podria indicar un parentiu genuí.

## Descripció lingüística
El kanoê ha estat poc estudiat en comparació amb altres llengües de Rondônia. La gramàtica més recent i més completa és la de L. Nora Bacelar (2004), en la qual es basa àmpliament la següent descripció de la llengua.

### Fonologia
L'inventari vocàlic ve donat per:
|          | orals   | orals     | orals    | nasals  | nasals    | nasals |
| -------- | ------- | --------- | -------- | ------- | --------- | ------ |
| anterior | central | posterior | anterior | central | posterior |        |
| tancades | i       | ɨ         | u        | ĩ       |           | ũ      |
| mitjanes | e       |           | o        | ẽ       |           | õ      |
| obertes  | æ       | a         | a        | æ̃       | ã         | ã      |

L'inventari consonàntic ve donat per:
|            | labial | alveolar | palatal | velar |
| ---------- | ------ | -------- | ------- | ----- |
| oclusiva   | p      | t        |         | k     |
| nasal      | m      | n        | ñ       |       |
| africada   |        | ʦ        | ʦ       |       |
| fricativa  | β      | ʦ        | ʦ       | x     |
| aproximant | w      | r        | j       |       |

- En l'ortografia usada usualment per a la llengua els fonemes /β, x/ es transcriuen com <v, h>.
- El fonema /ʦ/ presenta al·lòfons africats [ʦ, ʧ] i no africats [s, ʃ].